# تکیون

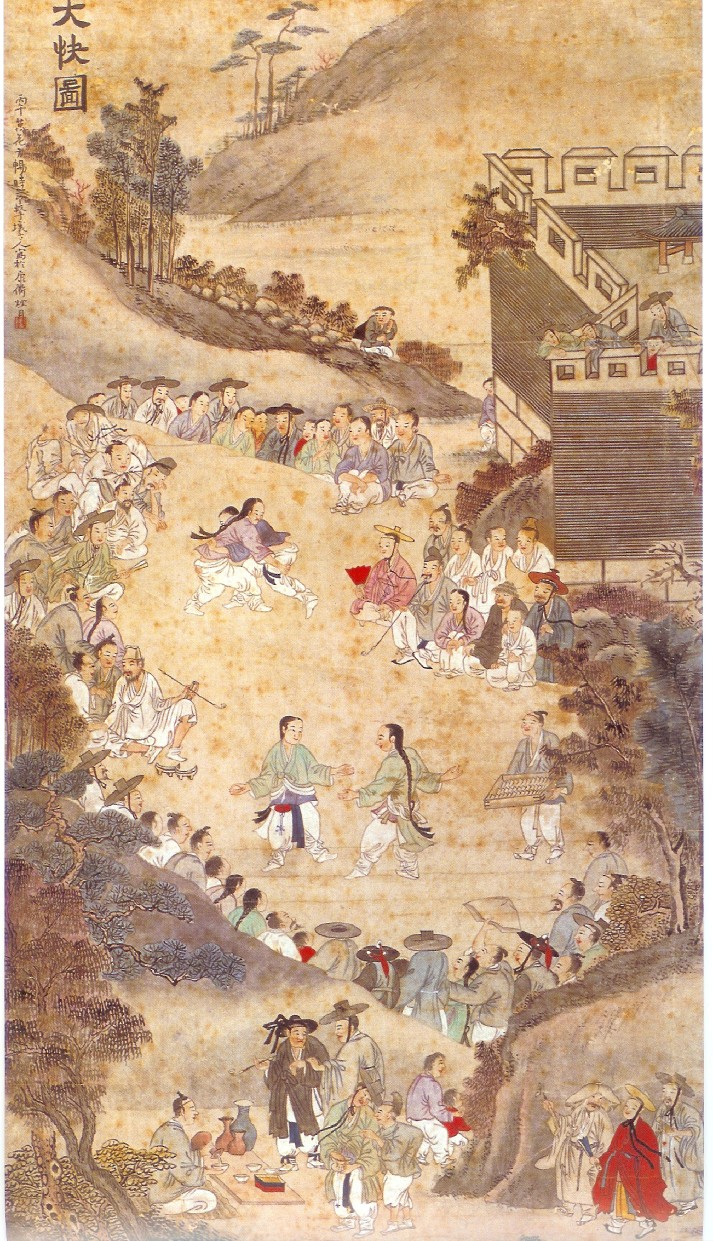
یک نقاشی از سال ۱۸۵۰ که مسابقهٔ سسیروم (بالا) و تکیون (پایین) را در یک جشن ملی نشان می‌دهد.

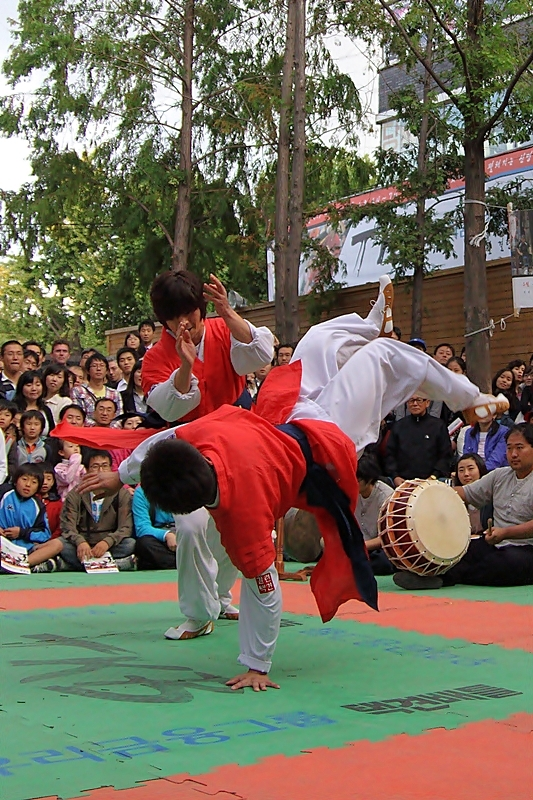
مبارزهٔ تکیون در سئول، سال ۲۰۰۷

تککیون (تکیون یا تکگیون) یک هنر رزمی کره‌ای است که نخستین اشاره به آن به دوران پادشاهی جوسان مربوط می‌شود. رشتهٔ تکواندو و برخی دیگر از رشته‌های رزمی مدرن کره‌ای با اقتباس از تکیون پایه‌گذاری شده‌اند.
حرکات پویا و روان پا از ویژگی‌های این سبک رزمی کره‌ای است. تکیون شامل مجموعه‌ای از ضربات لگد، مشت و آرنج، حمله به نقاط حساس بدن، و فنون پرتابی و گلاویزی می‌شود.

## تاریخچه
اولین متن نوشتاری که در آن به روشنی از نام «تکیون» در اشاره به یک هنر رزمی استفاده شده به کتابی در دوران حکومت جئونگجو از پادشاهان سلسله جوسان مربوط می‌شود که بین سال ۱۷۷۶ تا ۱۸۰۰ میلادی حکومت می‌کرد.
به نظر می‌رسد که تکیون از هنر رزمی قدیمی‌تری به نام سوباک مشتق شده باشد اما اطلاعات مستند اندکی در مورد سوباک موجود است. به نظر نمی‌رسد که تکیون هیچگاه هنر رزمی چندان رایجی در شبه‌جزیره کره بوده باشد اما در حدود سال ۱۹۰۰ در هانیانگ (سئول کنونی پایتخت فعلی کره جنوبی و پایتخت وقت جوسان) تمرین می‌شد و در اواخر دوره جوسان مسابقات آن در کنار مسابقت سسیروم (نوعی کشتی کره‌ای) در جشن‌های ملی برگزار می‌شده‌است.
رشد آموزه‌های نئوکنفوسیوسی و به ویژه اشغال کره توسط ژاپن باعث شد تا تکیون تقریباً از بین برود. سونگ دوک کی (۱۸۹۳ - ۱۹۸۷) آخرین استاد تکیون بود که توانست در برههٔ حساس اشغال کره توسط ژاپن این رشته را حفظ کند و به نسل جدید آموزش دهد. پس از استقلال کره این رشته دوباره در کره جنوبی مورد توجه قرار گرفت و در سال ۱۹۸۳ دولت این کشور «تکیون» را به عنوان «میراث ناملموس فرهنگی شماره ۷۶» ثبت کرد. در حالیکه هیچ هنر رزمی دیگری چنین موقعیتی پیدا نکرده است.
در سال ۲۰۱۱ یونسکو نیز تکیون را به «فهرست میراث ناملموس فرهنگی» افزود و به این ترتیب تکیون اولین هنر رزمی شد که وارد فهرست یونسکو می‌شود.

## فنون
تکنیک‌های متنوعی در تکیون آموزش داده می‌شود. انواع ضربات دست و پا از جمله ضربات پا به پایین‌تنه، ضربات زانو و ضربات پرشی، به همراه فنون قفل مفصل و پرتابی و همینطور ضربات کله. در این رشته بر این نکته تأکید می‌شود که در هر تکنیک بایستی از قدرت تمام بدن استفاده شود.
حرکات فریب‌دهنده مثل تلوتلو خوردن، افتادن دروغین، پشت پا زدن و پرش از دیوار نیز در این هنر رزمی کره‌ای آموزش داده می‌شود.
حرکات تکیون بسیار روان و سیال هستند و مبارزان پیوسته رقص پا کرده و تغییر گارد می‌دهند. یکی از ویژگی‌های جالب توجه رقص پای تکیون حرکتی به نام «گومسیل» است که در آن زانو پیوسته بازوبسته می‌شود و این ظاهری رقص‌مانند به این رشته می‌بخشد.
برخلاف اغلب هنرهای رزمی شرق آسیا فرم‌های از پیش تعیین شده‌ای در تکیون وجود ندارند. برنامهٔ آموزشی معینی هم در سیستم سنتی تکیون وجود ندارد و هر استاد سیستم خود را برای آموزش تکنیک‌ها دارد.

## مسابقه
در مسابقات تکیون فقط برخی از تکنیک‌های تکیون مجاز است و بر روی تکنیک‌های گلاویزی و ضربات پا تأکید می‌شود. شیوه‌های مختلفی برای امتیازدهی و قوانین مسابقه وجود دارد. به طور کلی انداختن حریف به زمین، بیرون کردن او از تشک و ضربه پا به سر امتیاز دارد اما ضربات دست و آسیب رساندن عمدی به حریف ممنوع است.
ضربات پا به سر بسیار سریع اجرا می‌شود اما ضربه با قدرت کامل اجرا نمی‌شود. همچنین مبارزان حق ندارند با تنه زدن حریف خود را به زمین بیندازند. حرکات رقص‌مانند و استفاده نکردن از قدرت کامل باعث می‌شود تا مبارزات تکیون برای افراد ناآشنا شبیه به نمایش باشد.